# Biała Góra (powiat kamieński)
Biała Góra – osada w północno-zachodniej Polsce położona w północno-zachodniej części województwa zachodniopomorskiego, w powiecie kamieńskim, w gminie Międzyzdroje, na wyspie Wolin. Osada ulokowana jest na Paśmie Wolińskim, na północny wschód od wzniesienia Biała Góra.
Mieści się tu Stacja Monitoringu Środowiska Przyrodniczego UAM oraz Archiwum Państwowe w Szczecinie Oddział w Międzyzdrojach.
Nazwę osady ustanowiono 1 stycznia 2011 roku.